# 里匠
里 匠（さと たくみ、1968年3月7日 - ）は、NHKのチーフアナウンサー、プロデューサー。

## 人物
東京都立豊多摩高等学校を経て早稲田大学教育学部を卒業後、1992年入局。
アニメ好きで知られており『機動戦士ガンダム』や『装甲騎兵ボトムズ』などのロボットアニメ全般にも詳しい。このため、東京から転勤後もNHKのアニメ関連番組を担当することがあった。札幌局時代には「テルマエロマエ」の漫画家ヤマザキマリへのインタビュー番組でインタビュアーを務めた。
趣味はオートバイ旅行。新人の頃、共済会でお金を借りてバイクを購入した。
名前に関するエピソードもあり、取材などで知り合った人は最初は読み方を「さとしょう」と思っていただけでなく、名字しか出さないと思っていたという。

## 過去の出演番組
岡山放送局時代（1992年6月 - 1996年7月）
- 岡山県のニュース・中継・リポート

金沢放送局時代（1996年8月 - 1999年7月）
- 石川県のニュース・中継・リポート

大阪放送局時代（1999年8月 - 2003年3月）
- 関西地方のニュース

東京アナウンス室時代（1度目）（2003年3月 - 2007年7月）

・その時歴史が動いた・　武田信玄 地を拓き水を治める ～戦国時代制覇への夢～（2004年9月1日、リポーター担当）
・精霊の守り人（アニメ・2007年3月26日、BS2）
・生活ほっとモーニング（がんサポートキャンペーン・防災シリーズのリポーター担当）
・BSアニメ夜話（BS2、不定期出演）
〇BSアニメ夜話スペシャル「まるごと機動戦士ガンダム」
〇BSアニメギガスペシャル「とことん押井守」
〇BSアニメ夜話スペシャル「とことんあしたのジョー」
〇BSアニメ夜話スペシャル「まるごとルパン三世」

広島放送局時代（2007年8月 - 2011年3月）
- 広島県・中国地方のニュース

札幌放送局時代（2011年4月 - 2014年6月）　
- 北海道のニュース
- NHKニュースおはよう北海道（隔週キャスター）
- 北スペシャル「北海道発掘バラエティーホリホリX」

静岡放送局時代（2014年6月 - 2017年6月）
- 放送部副部長
- たっぷり静岡（編集責任者・キャスター代行など）
- 防災ラジオ「命を守るために」
- FM番組「ココロウタ」
- 静岡県のニュース
- 静岡局制作番組の編集責任者

東京アナウンス室時代（2度目）（2017年7月 - 2022年6月）
・デスク業務
東京アナウンス室時代（3度目）（2024年5月7日 - ）